# Miklós Szabados
Miklós Szabados (Boedapest, 20 maart 1912 - Sydney, 12 januari 1962) was een Hongaars tafeltennisser. Hij vormde samen met zijn landgenoot Viktor Barna een schier onverslaanbaar duo, dat van 1929 tot en met 1935 zes keer de wereldtitel in het dubbelspel won. Szabados werd in Boedapest 1931 wereldkampioen in niet alleen het dubbelspel, maar ook in het enkelspel, gemengd dubbel en met de Hongaarse nationale ploeg. In 1997 werd hij opgenomen in de ITTF Hall of Fame.

## Sportieve loopbaan
Szabados speelde in een tijd dat Hongaren sowieso de dienst uitmaakten in het internationale tafeltenniscircuit. Hij won de wereldtitel enkelspel in maar een van de vier finales die hij speelde, maar stond die daarin maar één keer af aan een niet-Hongaar, namelijk Fred Perry in 1929. In 1932 en 1935 ging zijn landgenoot Barna ermee lopen. Samen met Barna won Szabados alle zes de WK-titels waarvoor ze gingen. Hun gezamenlijke reeks werd alleen onderbroken door een eindzege van Barna met Sándor Glancz'in 1933. De Joodse Szabados was toen niet aanwezig op het WK. Hij studeerde op dat moment in Duitsland en was in Frankrijk op de loop voor de nazi's. De bondscoach was daar niet van gediend en selecteerde hem dat jaar niet.

Ook het gemengd dubbelspel was op de WK's destijds een Hongaarse aangelegenheid. Szabados haalde samen met Mária Mednyánszky van 1930 tot en met 1934 vier keer de finale, waarvan ze er samen drie wonnen. In 1932 ging het goud naar Barna en Anna Sipos. Met het Hongaarse nationale team speelde Szabados zeven finales gedurende de acht WK's waaraan hij deelnam. Daarvan werden er vijf gewonnen. Alleen in 1932 zegevierde Tsjecho-Slowakije, in 1937 de Verenigde Staten.
Na zijn competitieve loopbaan begon hij samen met landgenoot István Kelen (tweevoudig winnaar van het WK gemengd dubbelspel) in 1937 een reeks tafeltennisdemonstraties. Daarbij deden ze Australië, Nieuw-Zeeland en Japan aan. Szabados bleef gedurende de gehele Tweede Wereldoorlog in Australië wonen, waar hij in 1941 in Sydney een tafeltennisschool begon.

## Erelijst
- Wereldkampioen enkelspel 1931 (zilver in 1929, 1932 en 1935)
- Wereldkampioen dubbelspel 1929, 1930, 1931, 1932, 1934 en 1935 (allen met Viktor Barna)
- Wereldkampioen gemengd dubbel 1930, 1931 en 1934, zilver in 1932 (allen met Mária Mednyánszky)
- Winnaar WK voor landenteams 1929, 1930, 1931, 1934 en 1935 (zilver in 1932 en 1937)